# 수니 (사르데냐)
수니(Suni)는 이탈리아 사르데냐 주 오리스타노도의 코무네 (지자체)로, 칼리아리에서 북서쪽으로 약 130 킬로미터 (81 mi), 오리스타노에서 북쪽으로 약 45 킬로미터 (28 mi) 떨어져 있다. 2010년 12월 31일 기준으로 인구는 1,131명이며 면적은 47.4 제곱킬로미터 (18.3 mi2)이다.
수니는 다음 지자체들과 접해 있다: 보사, 플루시오, 모돌로, 포초마조레, 사가마, 신디아, 틴누라.